# イナ・カナバッロ・ルーカス
イナ・カナバッロ・ルーカス（Inah Canabarro Lucas、1908年6月8日 - 2025年4月30日）は、ブラジルのスーパーセンテナリアン、リオグランデ・ド・スル州ポルト・アレグレ在住の長寿の女性だった。2022年1月23日にアントニア・ダ・サンタ・クルスの死去から死去まで、ブラジル国内、そして南半球の最高齢者となっていた。修道名のイルマン・イナ（Irmã Inah）という名でも知られており、2023年1月17日にリュシル・ランドンが死去し、世界最高齢の修道女となった。2024年12月29日に糸岡富子が死去して以降、世界最高齢となっていた。

## 略歴
1908年6月8日、サン・フランシスコ・デ・アシスで生まれる。幼少期はとても痩せており、近所の人全員が7歳までも生きれないだろうと思っていたという。ラガマフィン戦争の反乱軍のリーダーとして戦っていたデイビッド・カナバッロの曾孫にあたる。父親は1923年に戦死した。
サンタテレサ・デ・ジェズス学校で勉強したのち、1928年頃にウルグアイのモンテビデオに渡り、カトリック系の修道女となった。1930年にリオデジャネイロに戻り、ティジュカでポルトガル語と数学を教えていた。1940年代のはじめにサンタナ・ド・リヴラメントに移住する。110歳の時点では歩行器を用いた歩行が可能で、自身の長寿に関し、「神のおかげ」と述べている。110歳の誕生日に教皇フランシスコから祝辞を受け取った。
2025年4月30日死去。116歳326日没。彼女の死去により、世界最高齢者はイギリスのエセル・ケータハムとなり、ブラジルの最高齢者はイザベル・ロサ・ペレイラとなる。また、生年月日に確証がある1908年生まれの人物は全員この世を去った。

## 長寿記録
- 2017年10月16日、ルジア・モースが死去したことに伴い、国内最高齢の修道女になった。
- 2022年1月23日、アントニア・ダ・サンタ・クルスの死去に伴いブラジル最高齢者になる。
- 同年6月8日、GRGに年齢が認定される。これにより当時世界13番目の高齢者になる[10]。
- 2024年10月22日、エリザベス・フランシスが死去したことに伴い、南北アメリカでは1900年代生まれ最後の存命者となった。
- 同年12月29日、糸岡富子が死去したことに伴い、116歳204日で新たに世界最高齢となった。